# Famille Nijō
La famille Nijō (二条家, Nijō-ke) fait partie des cinq régents Fujiwara, branches du clan Fujiwara, puissante famille de la noblesse qui monopolise les positions de régents sesshō au Japon. La famille est fondée par Nijō Yoshizane, le deuxième fils de Kujō Michiie, tandis que son troisième fils, Ichijō Sanetsune, fonde la famille Ichijō.

## Liste partielle
- Nijō Yoshizane (1216-1271)[1]
- Nijō Morotada (1254-1341)[2]
- Nijō Kanemoto (1268-1334)
- Nijō Michihira (1288-1335)
- Nijō Yoshimoto (1320-1388)